# Red Canadiense de Radares Meteorológicos

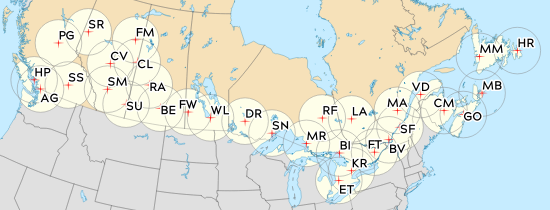
Red canadiense de radares meteo (fuente: Environment Canada)

La red canadiense de radares meteorológicos se compone de 33 radares meteorológicos desparramados por las regiones más pobladas de Canadá, y con un solape de los haces radáricos, importante en los hinterland de megalópolis. Su propósito principal es la detección temprana de precipitación, su movimiento y las amenazas que representan para la vida y la propiedad. Cada uno tiene un rango de 250 km de radio alrededor del lugar para detectar reflectividad, y 125 km para detección de patrones de velocidad (efecto Doppler).

## Historia
El estudio sobre radares meteo en Canadá, dieron comienzo a fines de la Segunda Guerra Mundial con el "Proyecto Tiempo Severo". Después de la guerra, J.S. Marshall continuó en la McGill University dicha obra con el "Grupo Tiempo Severo". La red canadiense fue así poco a poco formándose; y, en 1997, ya había 19 radares meteorológicos de dos clases en todo el país: 18 radares de cinco centímetros de longitud de onda (banda C), y uno de diez centímetros (banda S), atendidos por la McGill. Todos los radares detectaban reflectividad, y tres sitios equipados con capacidades Doppler (Carvel, King City and McGill).
Environment Canada recibió la aprobación en 1998 para mejorar la red de Doppler estándar y añadir 12 radares más con las características operacionales provenientes de la "Estación de radar meteo de King City (CWKR), el radar de investigaciones de la EC. Sin embargo, el radar McGill (colocado en el Observatorio radar J.S. Marshall), aunque formando parte de la red, es propiedad de la McGill University. Se trata de un equipo para investigación, así como de la misión operacional, y se le realizan modificaciones de forma independiente.
En 2011, Environment Canada recibió un presupuesto de Can 45.2 millones de dólares canadienses de la Junta del Tesoro de Canadá para una mayor modernización para agregar polarización dual a todos los radares en la red. Este programa se extenderá durante 10 años en dos etapas. El primero, de 2011 a 2016, vio la adición de esta función a los radares más recientes (el WSR-98A) y la modernización del radar McGill. El segundo, de 2017 a 2022, será para el reemplazo de los radares más antiguos (WSR-98E y R) por radares ultramodernos.
El 27 de febrero de 2017, como parte del reemplazo del radar, la ministra de Medio Ambiente y Cambio Climático, Catherine McKenna, anunció la firma de un contrato de 83 millones de dólares canadienses con la empresa Selex ES para la compra. 20 nuevos radares de doble banda S polarizados··. El primer radar se instaló en el otoño de 2017 en Radisson, Saskatchewan, y el segundo en la región de Montreal en la primavera de 2018 para reemplazar el radar McGill (WMN) y los demás durante un período de siete años7. Se instalará una cámara de velocidad adicional en la región inferior de Athabasca (área de Fort McMurray / Fort Mackay) en Alberta y el contrato también ofrece una opción para la instalación de hasta 13 cámaras de velocidad adicionales en la red canadiense de cámaras de velocidad antes del 31 de marzo de 2023.

## Características

### 1999 a 2018
Radar McGill (en el Observatorio radar J.S. Marshall)
- Diámetro real de antena: 9 metros (30 pies)
- Uso de klystron para producir una señal de 10 cm de longitud de onda
- Radar Doppler desde 1993, y polarización electromagnética dual, desde 1999

 Resto de la red radárica
- Radares modernizados, con antenas de dos fabricantes : Enterprise Electronics Corporation (EEC), y Raytheon
- Nuevos radares con antenas producidas por Andrew Canada. Con un diámetro de casi el doble respecto de los antiguos; y resoluciones mejoradas en la misma cantidad
  - Uso de longitudes de onda de 5,6 cm emitidos por magnetrones
- Procesos de datos recibidos de reflectividad y Doppler, con Sigmet Radar Data Systems
- Cada radar en la red se llaman WSR-98E, WSR-98R o WSR-98A por Weather Surveillance Radar - 1998 (por el año de arranque del programa) y la primera letra es del fabricante (Enterprise, Raytheon o Andrew)
- Antenas de 36 dm en diámetro para los radares ungraded, y de 61 dm para los nuevos
- Longitud de pulsos y frecuencia de repetición de pulsos radar ajustables

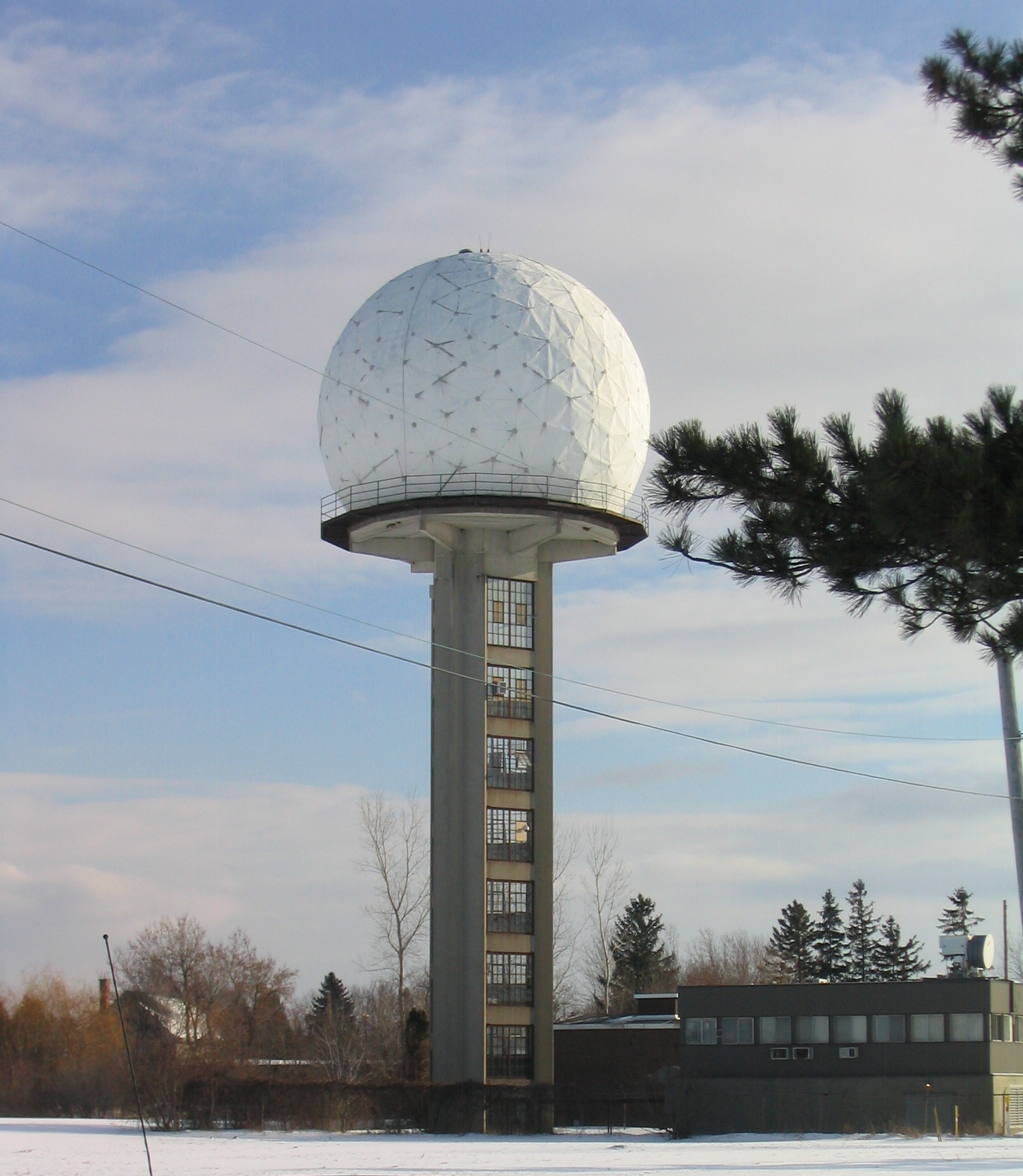
Torre y radomo del McGill (CWMN)
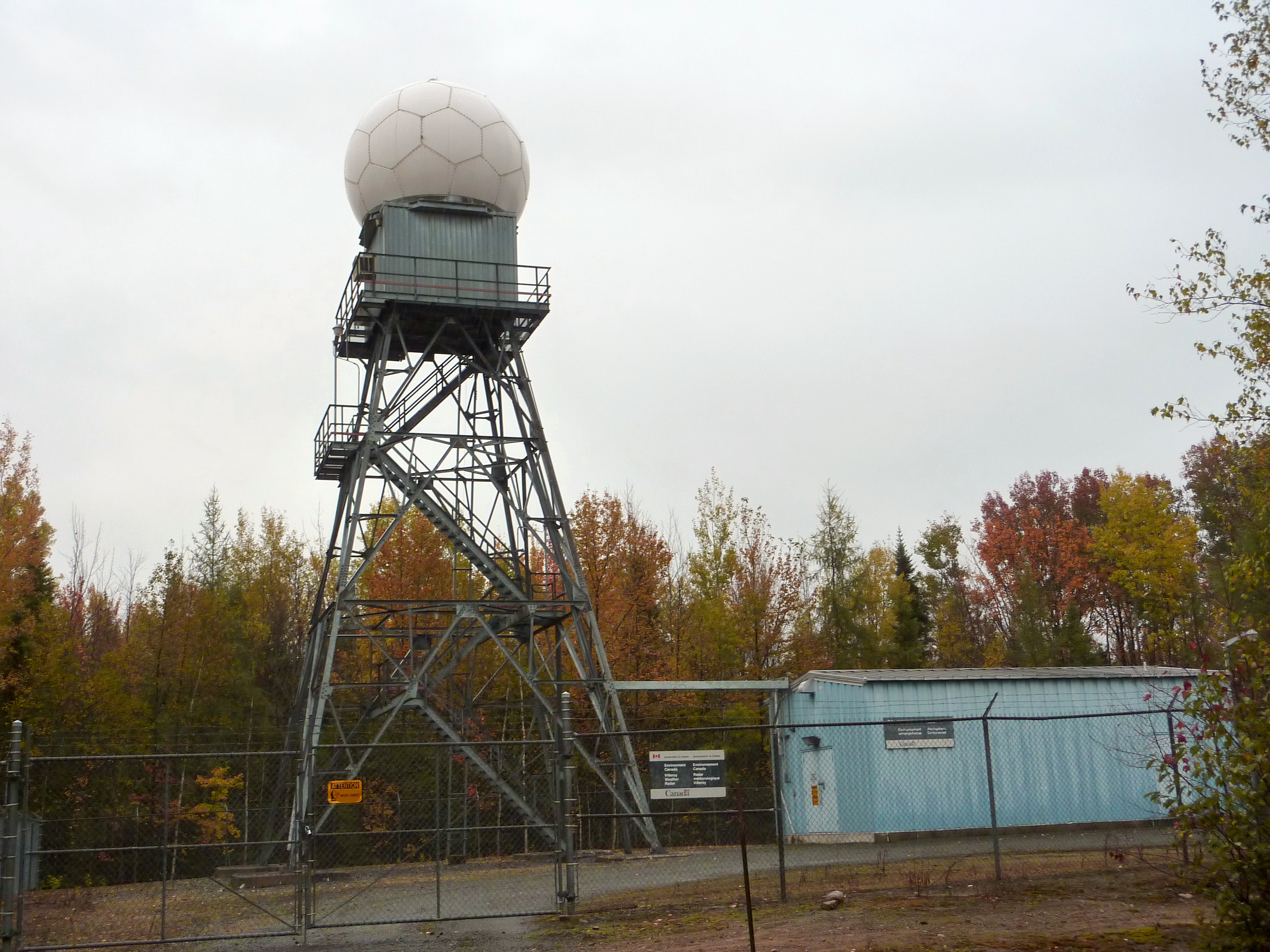
Villeroy (Quebec) CWVY (un radar WSR-98E).
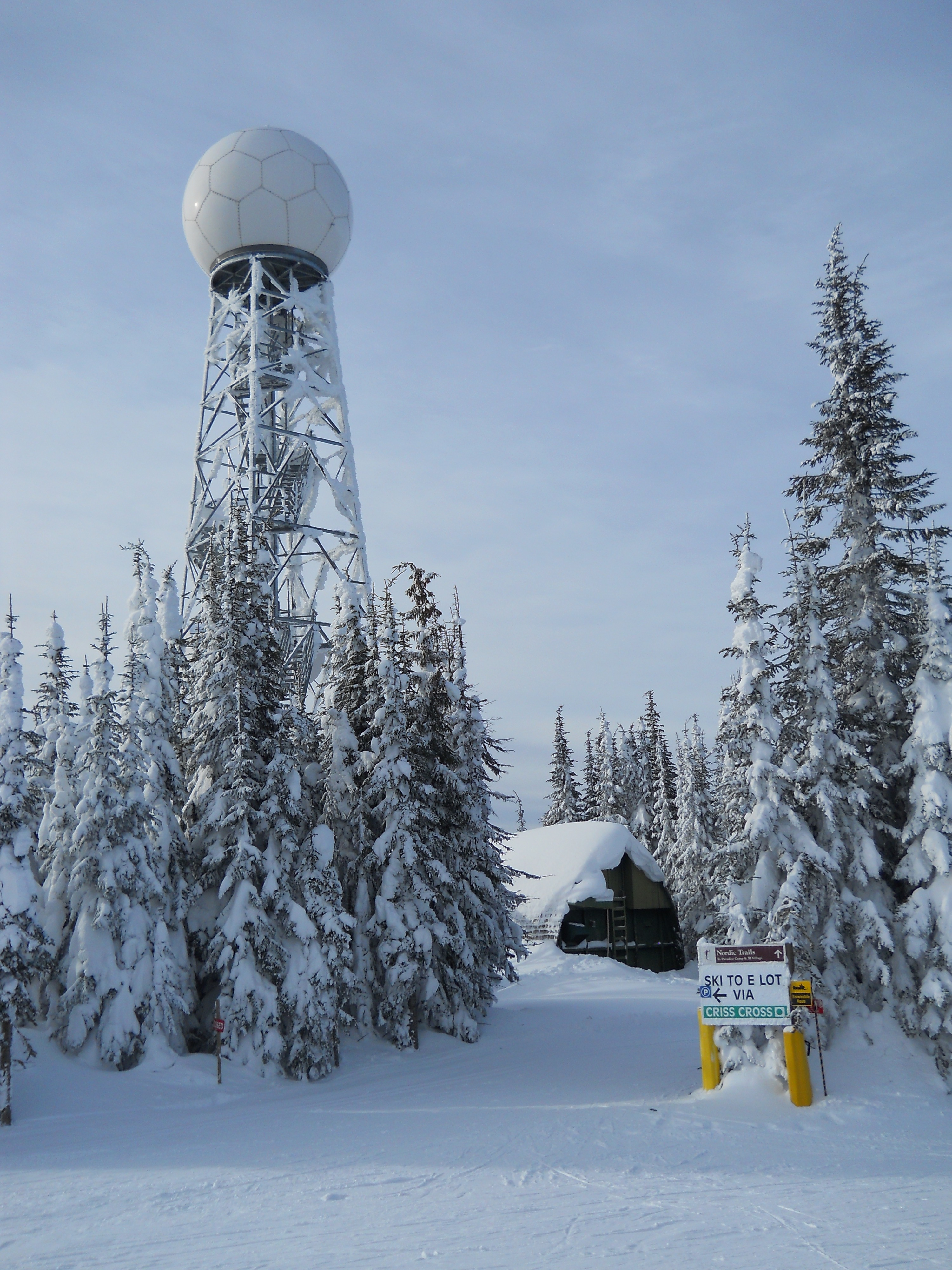
Silver Star Mountain (Columbia Británica) CXSS (un radar WSR-98A).
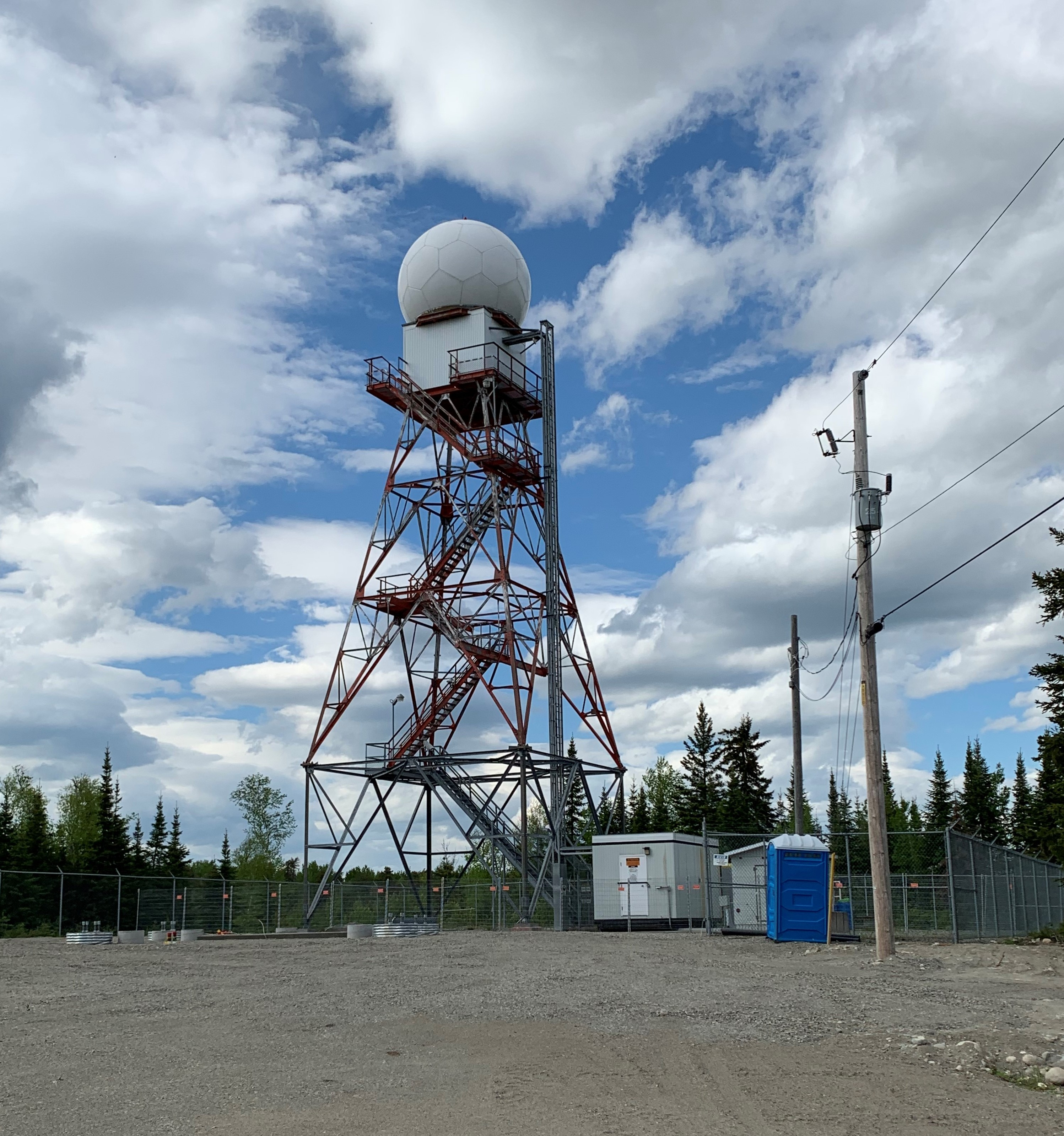
Landrienne (Quebec) CXLA (un radar WSR-98R).

### Renovación 2018
Características de Selex METEOR 1700S·:
- Emisor: Klistrón
- Frecuencia: 2.7 - 2.9 GHz
- Frecuencia de repetición de pulso (FRI): 250 - 2000 Hz
- Ancho de pulso (τ): 0.4 µs ... 4.5 µs
- Potencia pico: 750 kW
- Rango Doppler normal: 240 km.
- Rango normal de reflectividad: 300 km.
- Alcance máximo: 600 km.
- Resolución de velocidad: ± 146 m / s
- Diámetro de la antena: 8.5 m
- Ancho del haz: <1 °
- Velocidad de rotación de la antena: 6 min.

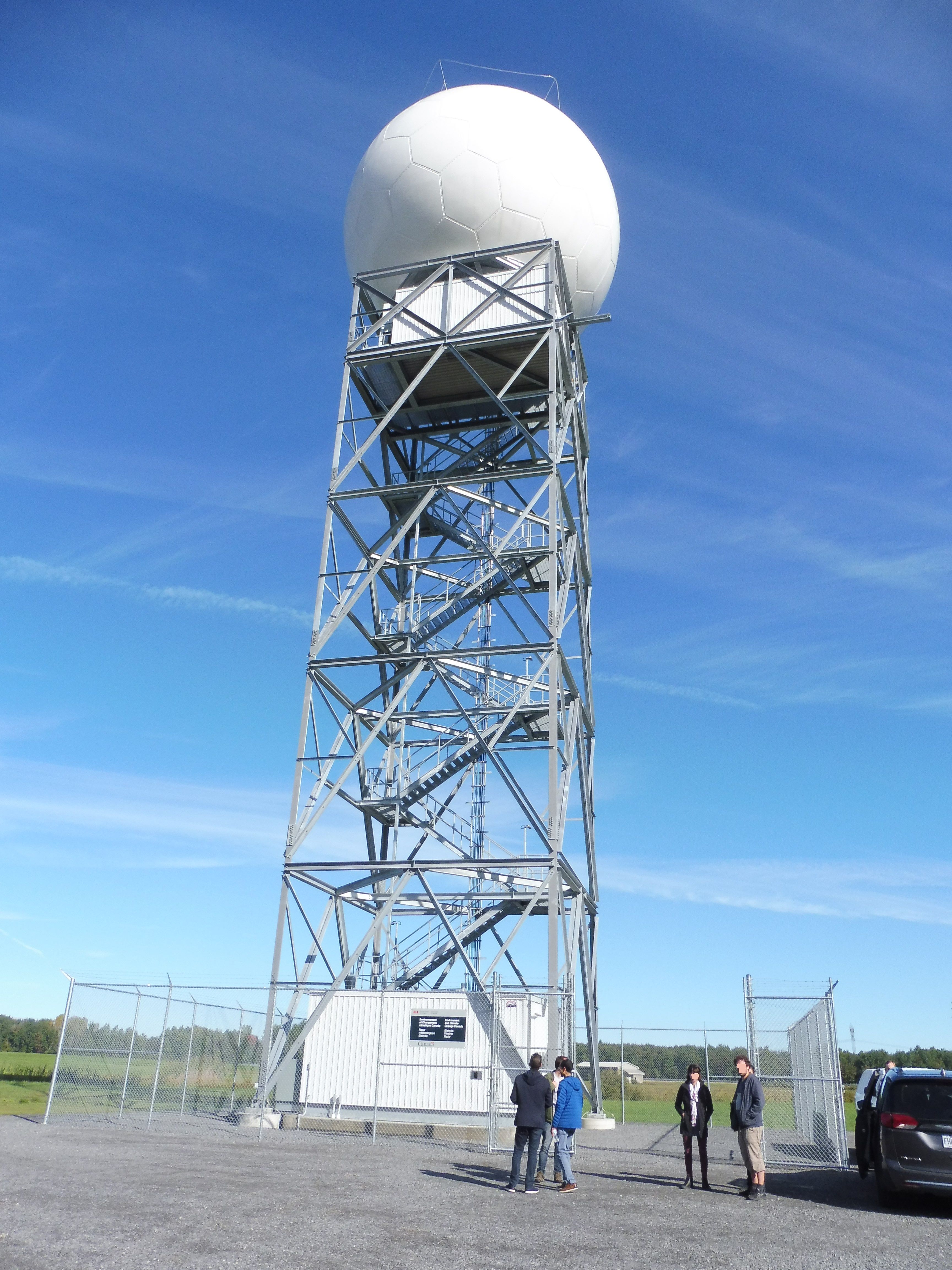
Nuevo radar METEOR 1700S de Blainville (Quebec).
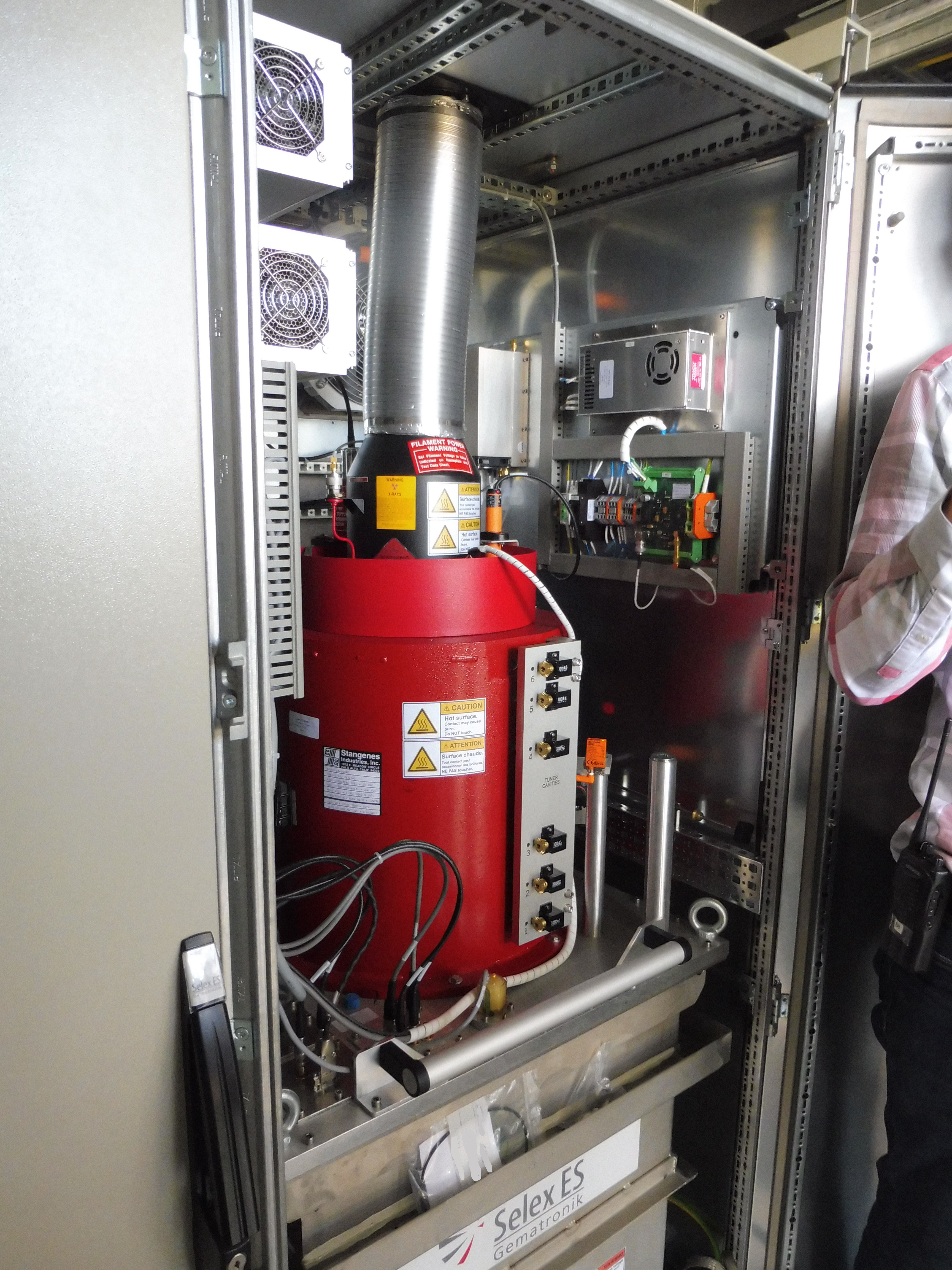
Emisor a klistrón.
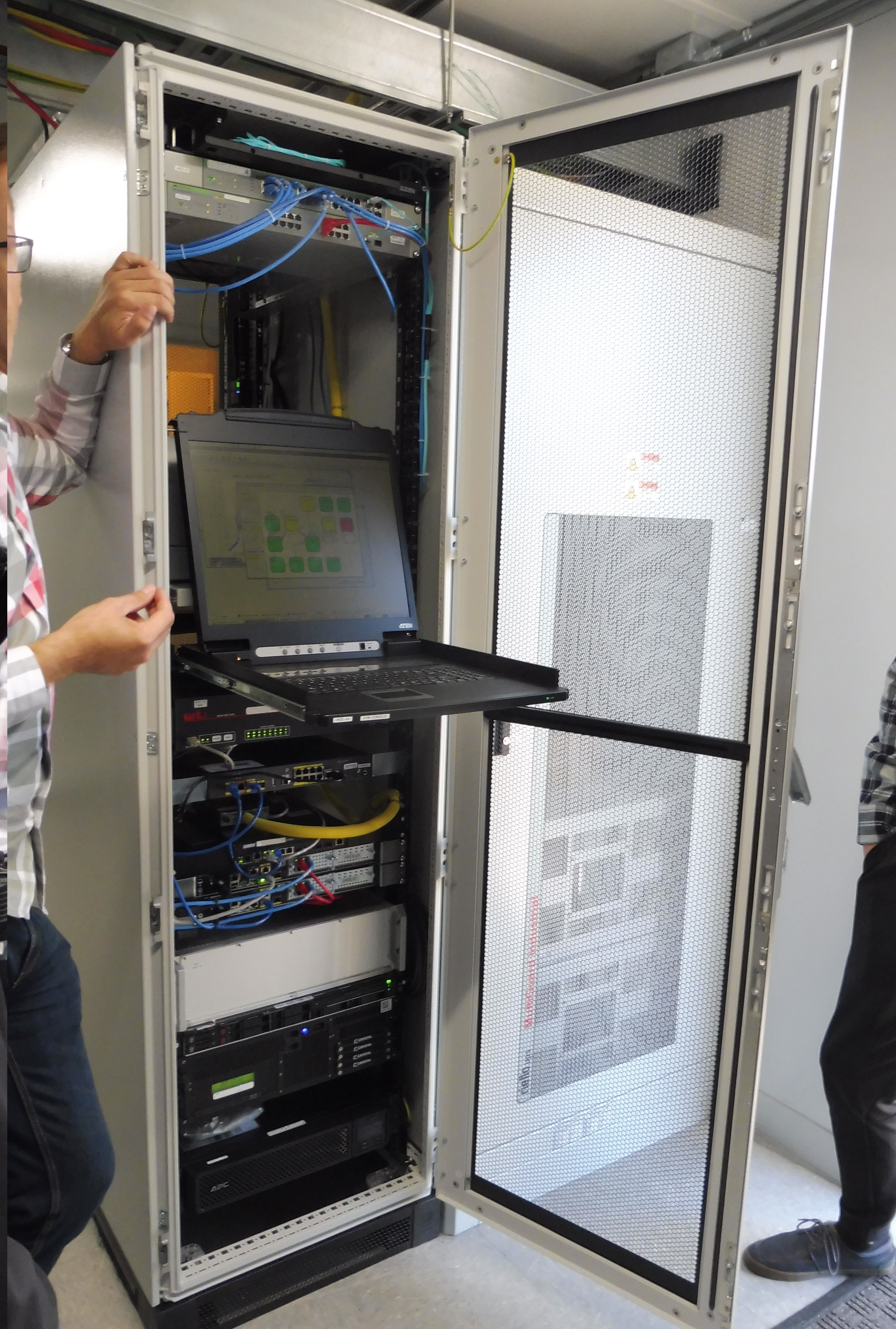
Unidad central de procesamiento radar.
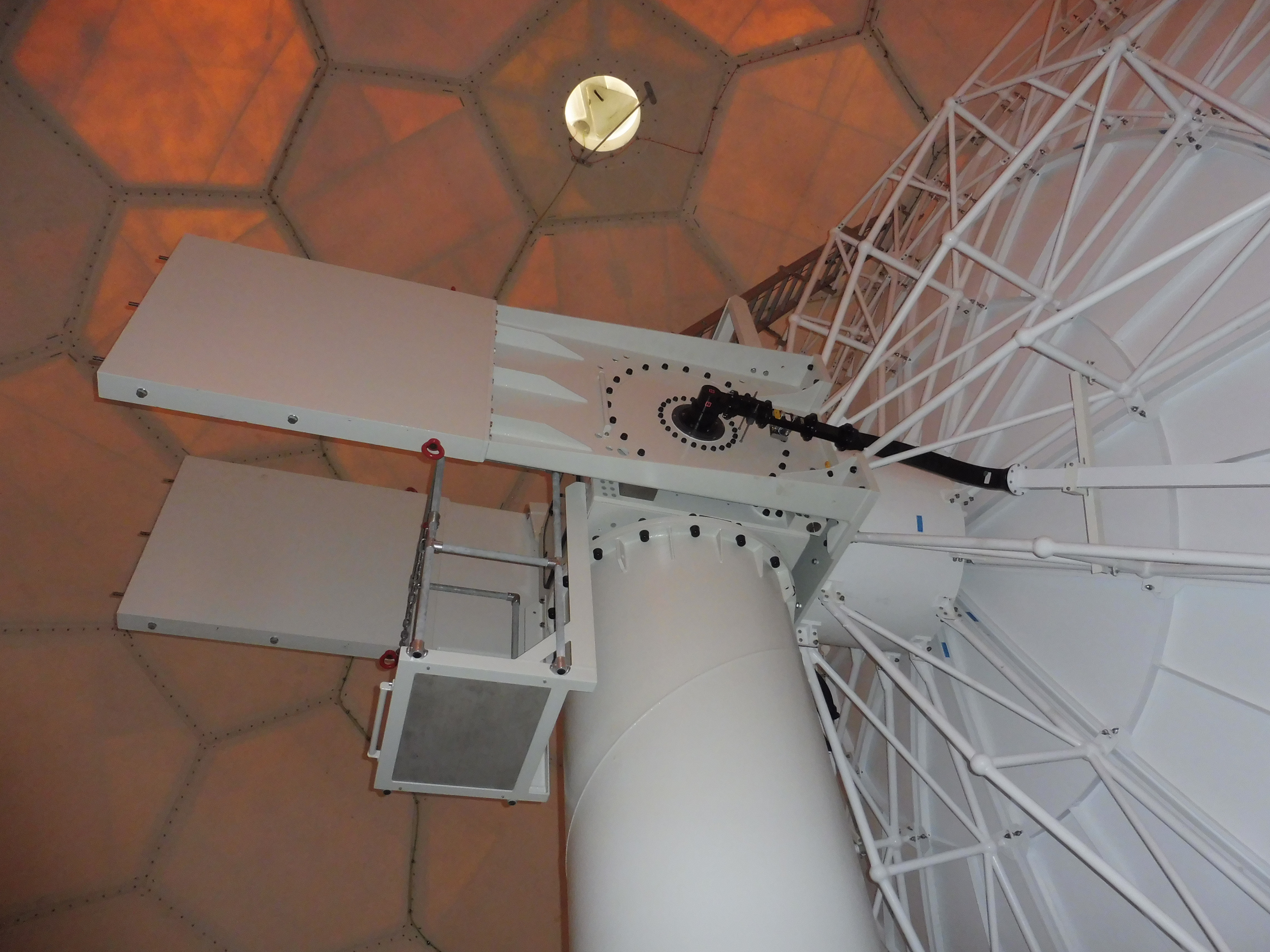
Antena y pedestal.
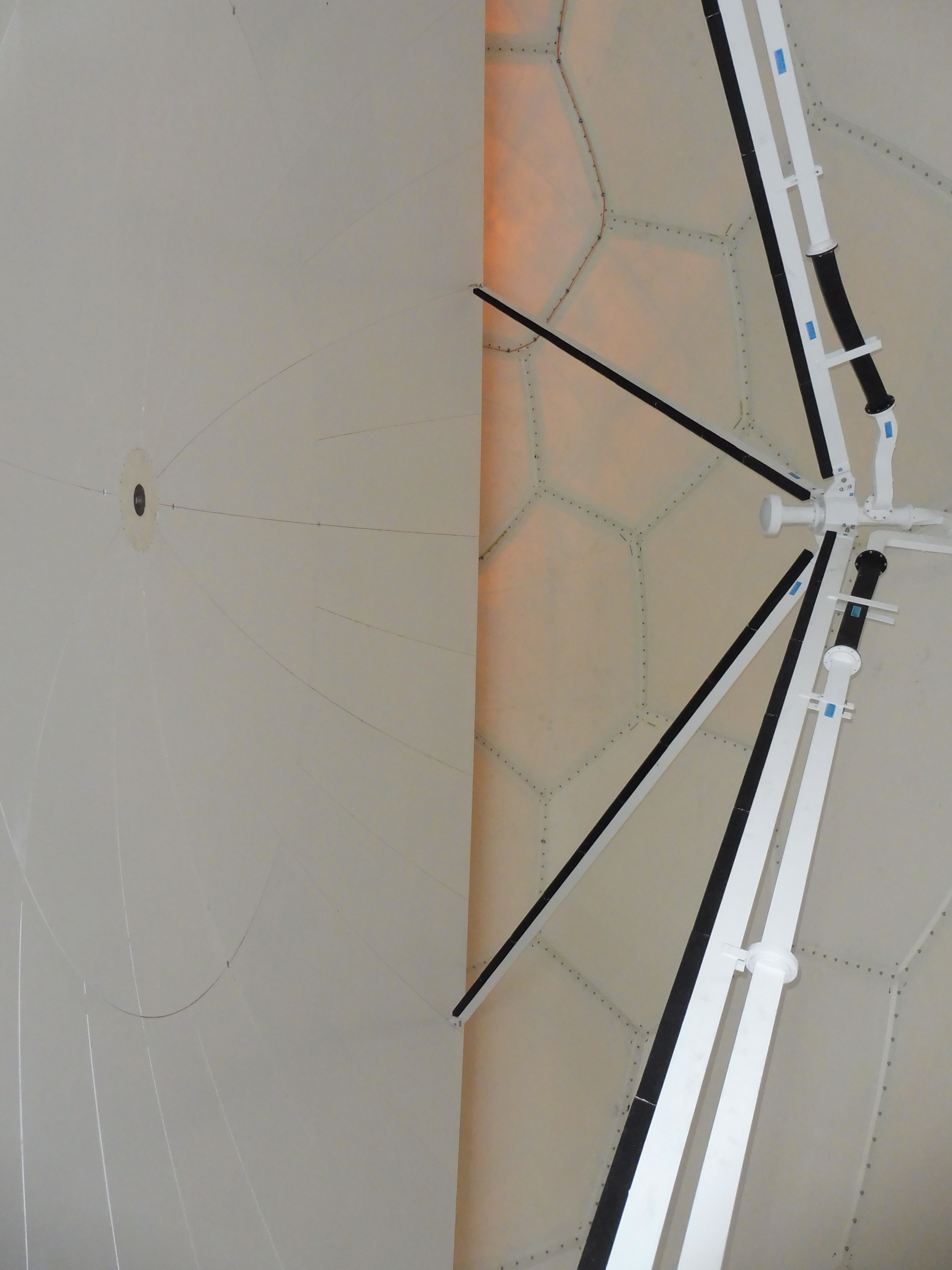
Antena y bocina de alimentación.

## Estrategias de escaneado

### 1999 a 2018
Debido a que la red usa radares de banda C, hay un compromiso entre el uso de (ver dilema Doppler) el máximo rango de reflectividad y las máximas velocidades no ambiguas. La actual estrategia de escaneado (de 2011) es dividir en dos escaneos separados por 10 minutos:
- Ciclo convencional: 24 ángulos de elevación son escaneados en 5 minutos, obteniéndose una vista tridimensional de la atmósfera dentro de 250 km del radar, en reflectividades
- Ciclo Doppler: 4 ángulos son sondeados en reflectividad y velocidades, los primeros tres en el rango de 128 km y el último dentro de 256 km . Ese ciclo es usado para localizar posibles rotaciones de pequeña escal y torsiones en los patrones de viento así como la circulación de larga escala. Los datos de velocidad también ayudan a filtrar artefactos en la reflectividad tales como ecos del suelo.

Solo el radar McGill  (Observatorio radar J.S. Marshall) usando su transmisor de banda S coherente adquiere reflectividades y velocidades durante cada uno de sus 24 ángulso de elevación: ciclo temporal de 5 minutos.

### Renovación 2018
Los radares de banda S (10 cm de largo) permiten una mayor flexibilidad. Además, el METEOR 1700S tiene doble polarización. El ciclo de adquisición de datos es de 6 minutos en 17 ángulos, todos incluyendo datos de reflectividad, velocidad radial y fase diferencial (doble polarización)·:
- La polarización dual permitirá a los pronosticadores distinguir mejor entre los diferentes tipos de precipitación (lluvia, nieve, granizo y lluvia helada), así como partículas distintas de la precipitación, como pájaros, insectos, contramedidas y escombros proyectados. por tornados;
- El rango de datos de velocidad radial se incrementará a 240 km para la detección de clima severo, en comparación con el rango de 120 km de los radares de banda C que reemplazan, lo que permite una mejor superposición de los radares vecinos en caso de avería. y mayor aviso de alertas meteorológicas.

## Listado de radares meteo
El proceso de modernización comenzó en el otoño de 1998 con la operación del radar Bethune, y finalizó en 2004 con el de Timmins. El reemplazo de los radares de polarización simple Magnetron de 250 kW de banda C por radares de polarización dual Klystron de 1MW de banda S comenzó en 2017 y finalizará en 2023.
| Sitio                       | Localidad                             | Provincia            | Coordenadas                                     | ID (indicativo) | Banda | Tipo         | Significado del indicativo                       | Notas |
| --------------------------- | ------------------------------------- | -------------------- | ----------------------------------------------- | --------------- | ----- | ------------ | ------------------------------------------------ | --- |
| Aldergrove                  | Vancouver                             | Columbia Británica   | 49°01′00″N 122°29′13″O / 49.01662, -122.48698   | CASAG           | S     | METEOR 1700S | Aldergrove                                       | Nuevo radar METEOR 1700S operativo desde el 7 de septiembre de 2021, en sustitución de la banda C CWUJ (WSR-98E).                                                                                      |
| Bethune                     | Regina                                | Saskatchewan         | 50°34′16″N 105°10′58″O / 50.57108, -105.18268   | CASBE           | S     | METEOR 1700S | Bethune                                          | Nuevo radar puesto en servicio en agosto de 2019 en sustitución del 98A (XBE). Se implementó un radar de banda X móvil temporal durante la actualización.                                              |
| Blainville                  | NE Montréal                           | Quebec               | 45°42′23″N 73°51′31″O / 45.70634, -73.85852     | CASBV           | S     | METEOR 1700S | Blainville                                       | Radar de banda S puesto en servicio el 27 de septiembre de 2018. Este radar reemplaza al radar CWMN (McGill).                                                                                          |
| Britt                       | Bahía Georgian                        | Ontario              | 45°47′35″N 80°32′02″O / 45.79317, -80.53385     | CASBI           | S     | METEOR 1700S | Britt                                            | El nuevo radar CASBI entró en funcionamiento el 22 de noviembre de 2021, reemplazando al CWBI C-Band (WSR-98A).                                                                                        |
| Carvel                      | Edmonton                              | Alberta              | 53°33′38″N 114°08′42″O / 53.56056, -114.14495   | CASCV           | S     | METEOR 1700S | Carvel                                           | El nuevo radar S-Band reemplaza a CWHK (WSR-98E) desde el 26 de enero de 2022. |
| Chipman                     | Central New Brunswick                 | New Brunswick        | 46°13′20″N 65°41′57″O / 46.22232, -65.69924     | CASCM           | S     | METEOR 1700S | Chipman                                          | Nuevo radar puesto en servicio en septiembre de 2019 en sustitución del 98E (XNC). |
| Cold Lake                   | NW Saskatchewa NE Alberta             | Alberta              | 54°22′43″N 110°03′41″O / 54.3785, -110.061378   | CASCL           | S     | METEOR 1700S | Cold Lake                                        | Nuevo radar puesto en servicio el 27 de octubre de 2021, que reemplaza a la banda C 98E en Jimmy Lake (CWHN).                                                                                          |
| Dryden                      | Ontario occidental                    | Ontario              | 49°51′30″N 92°47′49″O / 49.85823, -92.79698     | CASDR           | S     | METEOR 1700S | Dryden                                           | Reemplazo de C-Band CXDR el 3 de septiembre de 2020. |
| Egbert (cerca Barrie)       | Sur de ontario                        | Ontario              | 44°13′50″N 79°46′49″O / 44.2305662, -79.7803300 | CASTS           | S     | METEOR 1700S | N/A                                              | Nuevo sitio de radar para investigación, capacitación y pruebas de material y software. Se construirá en el Centro de Experimentos de Investigación Atmosférica (CERA).                                |
| Exeter                      | Sudoeste de Ontario                   | Ontario              | 43°22′21″N 81°22′51″O / 43.37243, -81.38070     | CASET           | S     | METEOR 1700S | Exeter                                           | Nuevo radar puesto en servicio en noviembre de 2019 en sustitución del 98A (WSO). |
| Fort McMurray               | Noreste de Alberta                    | Alberta              | 56°22′32″N 111°12′55″O / 56.375642, -111.215177 | CASFM           | S     | METEOR 1700S | Fort McMurray                                    | Nuevo sitio de radar puesto en servicio el 26 de septiembre de 2022, alrededor de 40 km al sur de Fort McMurray.                                                                                       |
| Foxwarren                   | Eastern Saskatchewan Western Manitoba | Manitoba             | 50°32′56″N 101°05′09″O / 50.54887, -101.08570   | CASFW           | S     | METEOR 1700S | Foxwarren                                        | Radar puesto en servicio en septiembre de 2018, en sustitución de CXFW, un radar de banda C. Un móvil temporal radar de banda X se implementó durante la actualización hasta el 31 de octubre de 2018. |
| Franktown                   | Eastern Ontario                       | Ontario              | 45°02′28″N 76°06′58″O / 45.04101, -76.11617     | CASFT           | S     | METEOR 1700S | Franktown                                        | Radar puesto en servicio en agosto de 2021, en sustitución de CXFT, un radar de banda C. |
| Gore                        | Condado central de Hants              | Nueva Escocia        | 45°05′55″N 63°42′16″O / 45.09850, -63.70433     | CASGO           | S     | METEOR 1700S | Gore                                             | Nuevo radar METEOR 1700S operativo desde el 30 de agosto de 2021, en sustitución del CXGO de banda C (WSR-98A).                                                                                        |
| Pico Halfmoon               | Sechelt                               | Columbia Británica   | 49°31′37″N 123°51′13″O / 49.527017, -123.853583 | CASHP           | S     | METEOR 1700S | Halfmoon Peak                                    | El nuevo sitio de radar entró en servicio el 21 de agosto de 2023. Este sitio reemplaza a Mt Sicker (CXSI). Último radar de banda S que se instalará como parte de la renovación de la red 2017-2023.  |
| Holyrood                    | Este de Terranova                     | Terranova y Labrador | 47°19′35″N 53°07′36″O / 47.32644, -53.12658     | CASHR           | S     | METEOR 1700S | Holyrood                                         | Puesta en servicio el 13 de octubre de 2020. Reemplazó la CWTP de banda C (98E). |
| King City                   | Sur de Ontario                        | Ontario              | 43°57′50″N 79°34′26″O / 43.96393, -79.57388     | CASKR           | S     | METEOR 1700S | King City Radar                                  | Encargado el 28 de junio de 2021 para reemplazar el CWKR de banda C (98A). |
| Landrienne                  | Amos                                  | Quebec               | 48°33′05″N 77°48′29″O / 48.55136, -77.80809     | CASLA           | S     | METEOR 1700S | Landrienne Amos                                  | Radar puesto en servicio en octubre de 2019, reemplazando el radar de banda C (WSR-98R) CXLA anterior.                                                                                                 |
| Marble Mountain             | Terranova occidental                  | Terranova y Labrador | 48°55′49″N 57°50′03″O / 48.93028, -57.83417     | CASMM           | S     | METEOR 1700S | Marble Mountain                                  | Radar puesto en servicio el 31 de octubre de 2022, en sustitución del anterior radar de banda C 98A CXME.                                                                                              |
| Marion Bridge               | Sudeste del isla del Cabo Bretón      | Nueva Escocia        | 45°56′59″N 60°12′19″O / 45.94972, -60.20521     | CASMB           | S     | METEOR 1700S | Marion Bridge                                    | Radar puesto en servicio en octubre de 2019, en sustitución del anterior radar de banda C CXMB. |
| Mont-Apica                  | Saguenay–Lac-Saint-Jean               | Quebec               | 47°58′40″N 71°25′51″O / 47.977908, -71.430833   | CASMA           | S     | METEOR 1700S | Mont-Apica                                       | Nuevo sitio puesto en servicio el 6 de febrero de 2023 en sustitución de CWMB Lac Castor (banda C 98E).                                                                                                |
| Montreal River Harbour      | Sault Ste Marie                       | Ontario              | 47°14′52″N 84°35′47″O / 47.24773, -84.59652     | CASMR           | S     | METEOR 1700S | Montreal River                                   | Radar puesto en servicio en noviembre de 2019, en sustitución del anterior radar de banda C 98E WGJ.                                                                                                   |
| Mount Silver Star           | Vernon                                | Columbia Británica   | 50°22′10″N 119°03′52″O / 50.36950, -119.06436   | CASSS           | S     | METEOR 1700S | Silver Star                                      | Nuevo radar METEOR, en sustitución del CXSS (WSR-98A), operativo desde el 14 de diciembre de 2022. |
| Prince George               | Northern B.C.                         | Columbia Británica   | 53°36′47″N 122°57′16″O / 53.61308, -122.95441   | CASPG           | S     | METEOR 1700S | Prince George                                    | El nuevo radar METEOR 1700S reemplazó al C-Band CXPG (WSR-98R) el 19 de diciembre de 2022. |
| Radisson                    | Saskatoon                             | Saskatchewan         | 52°31′14″N 107°26′34″O / 52.52048, -107.44269   | CASRA           | S     | METEOR 1700S | Radisson                                         | Radar puesto en servicio en febrero de 2018, en sustitución de CXRA, un radar de banda C. |
| Sainte-Françoise (Villeroy) | Sudoeste de la ciudad de Quebec       | Quebec               | 46°26′58″N 71°54′50″O / 46.449556, -71.913831   | CASSF           | S     | METEOR 1700S | Sainte-Françoise                                 | Encargado en noviembre de 2020, reemplazando la C-Band CWVY sin cambio de sitio pero con cambio de nombre de Villeroy a Sainte-Françoise, un punto geográfico más cercano.                             |
| Schuler                     | Medicine Hat                          | Alberta              | 50°18′45″N 110°11′44″O / 50.31250, -110.19556   | CASSU           | S     | METEOR 1700S | Schuler                                          | Reemplazo del C-Band CXBU (WSR-98E) el 8 de septiembre de 2020. |
| Shuniah                     | Thunder Bay                           | Ontario              | 48°35′45″N 89°06′00″O / 48.595876, -89.100129   | CASSN           | S     | METEOR 1700S | ShuNiah                                          | Nuevo sitio de radar que reemplaza a Lasseter Lake (CXNI) WSR-98E antes del 17 de julio de 2023. |
| Smooth Rock Falls (Timmins) | Noreste de Ontario                    | Ontario              | 49°16′53″N 81°47′39″O / 49.28146, -81.79406     | CASRF           | S     | METEOR 1700S | Smooth Rock Falls (The S in CASRF is for S-Band) | Inicialmente conocido como Timmins CXTI, luego Noreste de Ontario. Finalmente Smooth Rock Falls con la actualización de polarización dual Encargada en 2018/10.                                        |
| Spirit River                | Grande Prairie                        | Alberta              | 55°41′42″N 119°13′50″O / 55.69494, -119.23043   | CASSR           | S     | METEOR 1700S | Spirit River                                     | Este radar se reemplazó en 2018 y se puso en servicio en febrero de 2019 reemplazando CWWW (WSR_98E), un radar de banda C que había estado en funcionamiento desde 2001/10.                            |
| Strathmore                  | Calgary                               | Alberta              | 51°12′22″N 113°23′58″O / 51.20613, -113.39937   | CASSM           | S     | METEOR 1700S | Strathmore                                       | Radar puesto en servicio en noviembre de 2019, en sustitución del anterior radar de banda C 98A (XSM). Se implementó un radar de banda X móvil temporal durante la actualización.                      |
| Val d'Irène                 | Bajo de St. Lawrence                  | Quebec               | 48°28′49″N 67°36′04″O / 48.48028, -67.60111     | CASVD           | S     | METEOR 1700S | Val d'Irène                                      | Reemplazó el radar C-Band CAXM (98A). Puesta en servicio el 2 de noviembre de 2020. |
| Woodlands                   | Winnipeg                              | Manitoba             | 50°09′14″N 97°46′42″O / 50.15389, -97.77833     | CASWL           | S     | METEOR 1700S | Woodlands                                        | Reemplazó el CXWL de banda C (98A) el 19 de octubre de 2020. Una X móvil temporal El radar de banda ancha se desplegó en St. Andrews aeropuerto durante la actualización.                              |

### Sitios de radar meteorológico fuera de servicio
| Sitios        | Localidad                  | Provincia          | Indicativo | Banda | Tipo | Coordenadas                                                    | Notas |
| ------------- | -------------------------- | ------------------ | ---------- | ----- | ---- | -------------------------------------------------------------- | --- |
| Lac Castor    | Río Saguenay               | Quebec             | CWMB       | C     | 98E  | 48°34′33″N 70°40′04″O / 48.57581, -70.66784                    | Radar mis que pertenecía al Departamento de Defensa Nacional y que era operado conjuntamente con Environment Canada. Fue comisionado el 8 de febrero de 1999. Fue reemplazado por el nuevo radar METEOR 1700S en el nuevo sitio en Mont-Apica comisionado el 6 de febrero de 2023. El 1 de junio de 2023, el Servicio Meteorológico de Canadá anunció que el radar del Lac Castor se ha desactivado permanentemente. |
| Jimmy Lake    | Saskatchewan NO Alberta NE | Saskatchewan       | CWHN       | C     | 98E  | 54°54′48″N 109°57′36″O / 54.9131983209832, -109.95991038655306 | Radar perteneciente al Ministerio de la Defensa Nacional. Operado conjuntamente con Environment Canada hasta el 20 de enero de 2022. Reemplazado por Cold Lake Radar (CASCL). |
| Lasseter Lake | Superior West              | Ontario            | CXNI       | C     | 98E  | 48°51′13″N 89°07′17″O / 48.85352, -89.12150                    | El radar reemplazado por el radar de banda S de Shuniah en julio de 2023. |
| McGill        | Montréal                   | Quebec             | CWMN       | S     |      | 45°25′27″N 73°56′14″O / 45.42416, -73.93735                    | Desde 1968 hasta 30 de septiembre de 2018. Reemplazado por el radar de Blainville. Este sitio de radar pertenece a la Universidad McGill. Ya no forma parte de la red nacional de radares, pero puede usarse para investigación. |
| Mt. Sicker    | Victoria                   | Columbia Británica | CXSI       | C     | 98A  | 48°51′39″N 123°45′24″O / 48.86091, -123.7566                   | Radar permanentemente fuera de uso desde el otoño de 2017 luego de una falla importante. Sitio desmantelado en 2018. |